# Anette Wilhelm
Anette Wilhelm, z domu Svensson (ur. 22 marca 1972 w Sztokholmie) – szwedzka curlerka, wózkarka, dwukrotna brązowa medalistka zimowych igrzysk paraolimpijskich. Reprezentuje Södertälje Curlingklubb.
Wilhelm zaczęła grać w curling na wózkach w 1999. Od 1986 w wyniku wypadku samochodowego dotknięta jest paraplegią. 
Na arenie światowej zadebiutowała jako druga w zespole Jalle Jungnella. Od sezonu 2003/2004 objęła pozycję otwierającej. W 2002 i 2005 Szwedzi dochodzili do małych finałów mistrzostw świata. Oba mecze przegrali nie zdobywając żadnego punktu. 
Pierwszym medalowym sukcesem Wilhelm było wywalczenie brązowych medali na Zimowych Igrzyskach Paraolimpijskich 2006. W meczu o 3. miejsce Szwedzi pokonali Norwegów (Geir Arne Skogstad) 10:2. Anette była także częścią reprezentacji cztery lata później. Zespół z Södertälje awansował do fazy play-off, przegrał 5:10 półfinał przeciwko Kanadzie (Jim Armstrong). Ostatecznie Wilhelm wraz z drużyną obroniła brązowe medale zwyciężając 7:5 nad Amerykanami (Augusto Jiminez Perez).
Rok przed drugim występem na paraolimpiadzie, Wilhelm grała na MŚ 2009. Szwedzi zakwalifikowali się z drugiego miejsca w Round Robin do Page play-off. W pierwszym spotkaniu zwyciężyli nad Niemcami (Jens Jäger) przegrali jednak mecz finałowy z Kanadą (Jim Armstrong). Po trzech latach, w 2012 Szwecja zajęła 6. miejsce.
Wilhelm jest żoną Thomasa, trenera zespołu Jungnella, z którym ma dwójkę dzieci. Mieszka w Sztokholmie i pracuje jako księgowa.

## Drużyna
|           | Czwarty/-a     | Trzeci/-a    | Drugi/-a        | Otwierający/-a |
| --------- | -------------- | ------------ | --------------- | -------------- |
| 2011/2012 | Jalle Jungnell | Glenn Ikonen | Patrik Kallin   | Anette Wilhelm |
| 2008/2010 | Jalle Jungnell | Glenn Ikonen | Patrik Burman   | Anette Wilhelm |
| 2004/2006 | Jalle Jungnell | Glenn Ikonen | Rolf Johansson  | Anette Wilhelm |
| 2003/2004 | Jalle Jungnell | Glenn Ikonen | Bernt Sjöberg   | Anette Wilhelm |
| 2001/2002 | Jalle Jungnell | Glenn Ikonen | Anette Svensson | Bernt Sjöberg  |